# Mîhailivka, Stanîcino-Luhanske
Mîhailivka (în ucraineană Михайлівка) este un sat în comuna Cervonîi Jovten din raionul Stanîcino-Luhanske, regiunea Luhansk, Ucraina.

## Demografie
Componența lingvistică a localității Mîhailivka
     Rusă (72,66%)
     Ucraineană (27,34%)
Conform recensământului din 2001, majoritatea populației localității Mîhailivka era vorbitoare de rusă (72,66%), existând în minoritate și vorbitori de ucraineană (27,34%).